# Porta dell'India
La Porta dell'India (in inglese India Gate; chiamata originariamente All India War Memorial, "Memoriale di guerra di tutta l'India") è un memoriale di guerra situato a Nuova Delhi. Nasce per commemorare gli 82 000 soldati dell'esercito dell'India Britannica caduti tra il 1914 e il 1921 nella prima guerra mondiale e nella terza guerra anglo-afgana.
Benché sia di un monumento commemorativo, la Porta dell'India richiama lo stile architettonico dell'arco di trionfo, come l'arco di Costantino a Roma o l'Arco di Trionfo di Parigi, con il quale è stata spesso paragonata.
Fu progettata da sir Edwin Lutyens.

## Iscrizione
Sulla porta è iscritta la seguente dedica:

## Galleria d'immagini

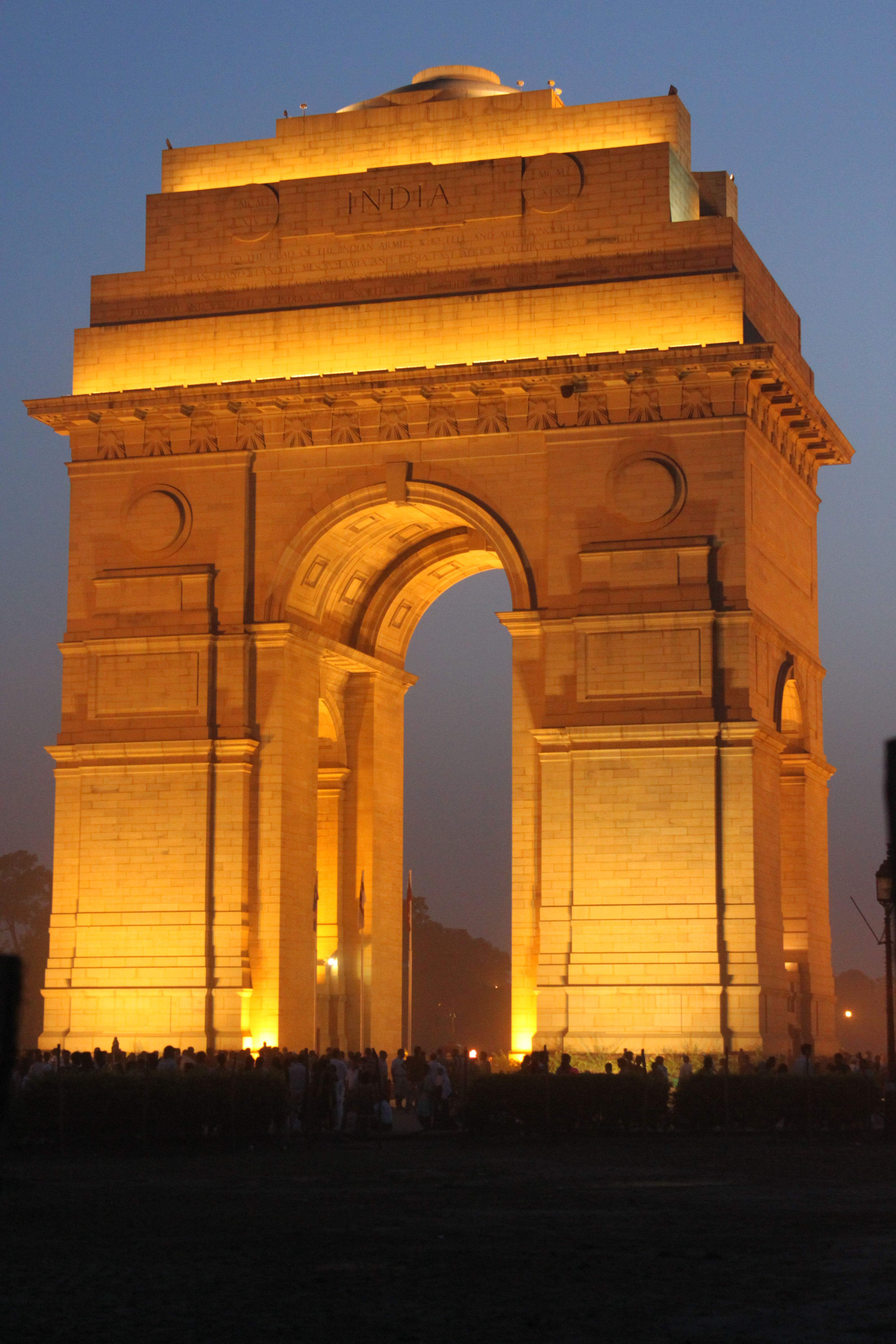
La Porta dell'India all'imbrunire, con tutte le luci accese
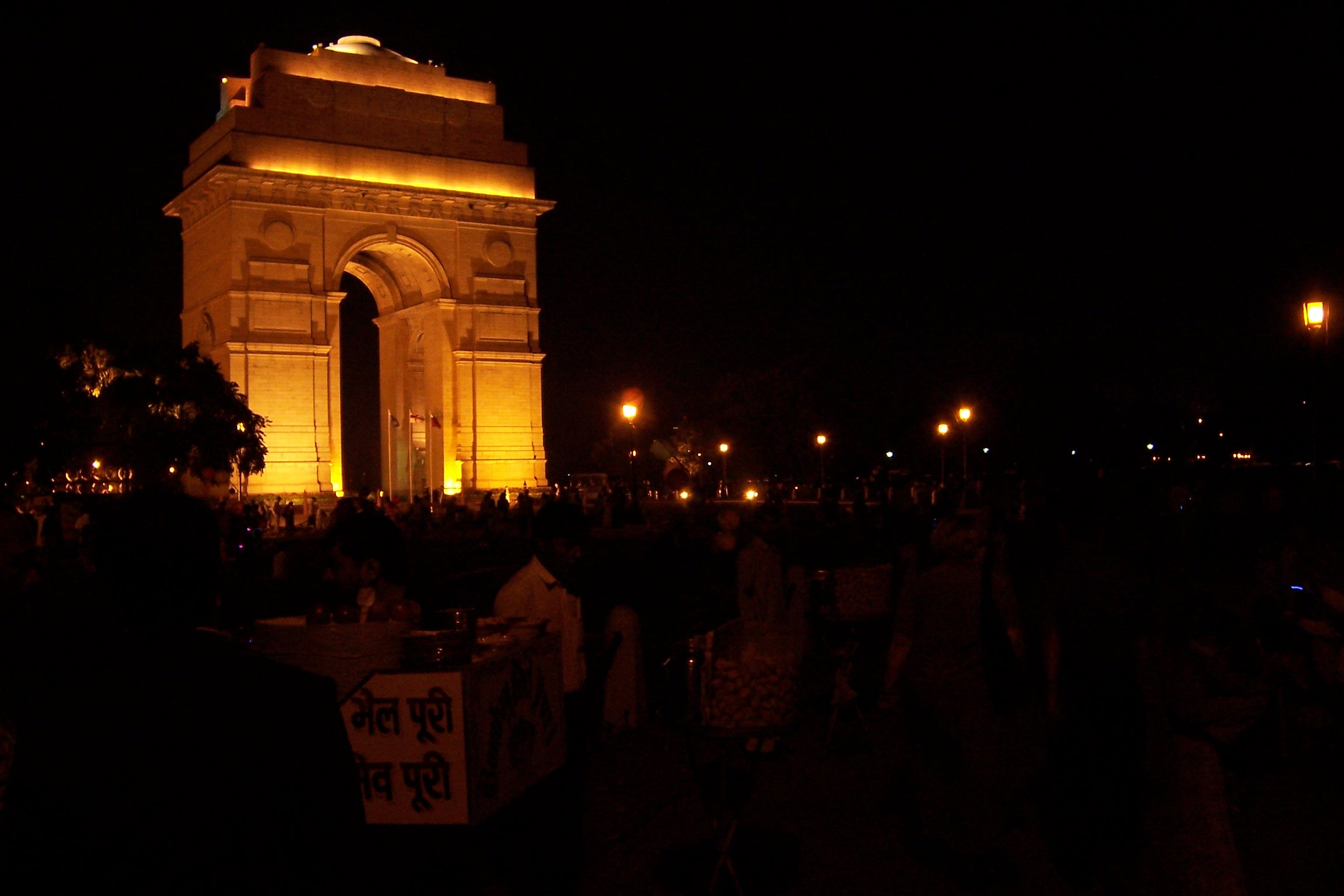
La Porta dell'India di notte
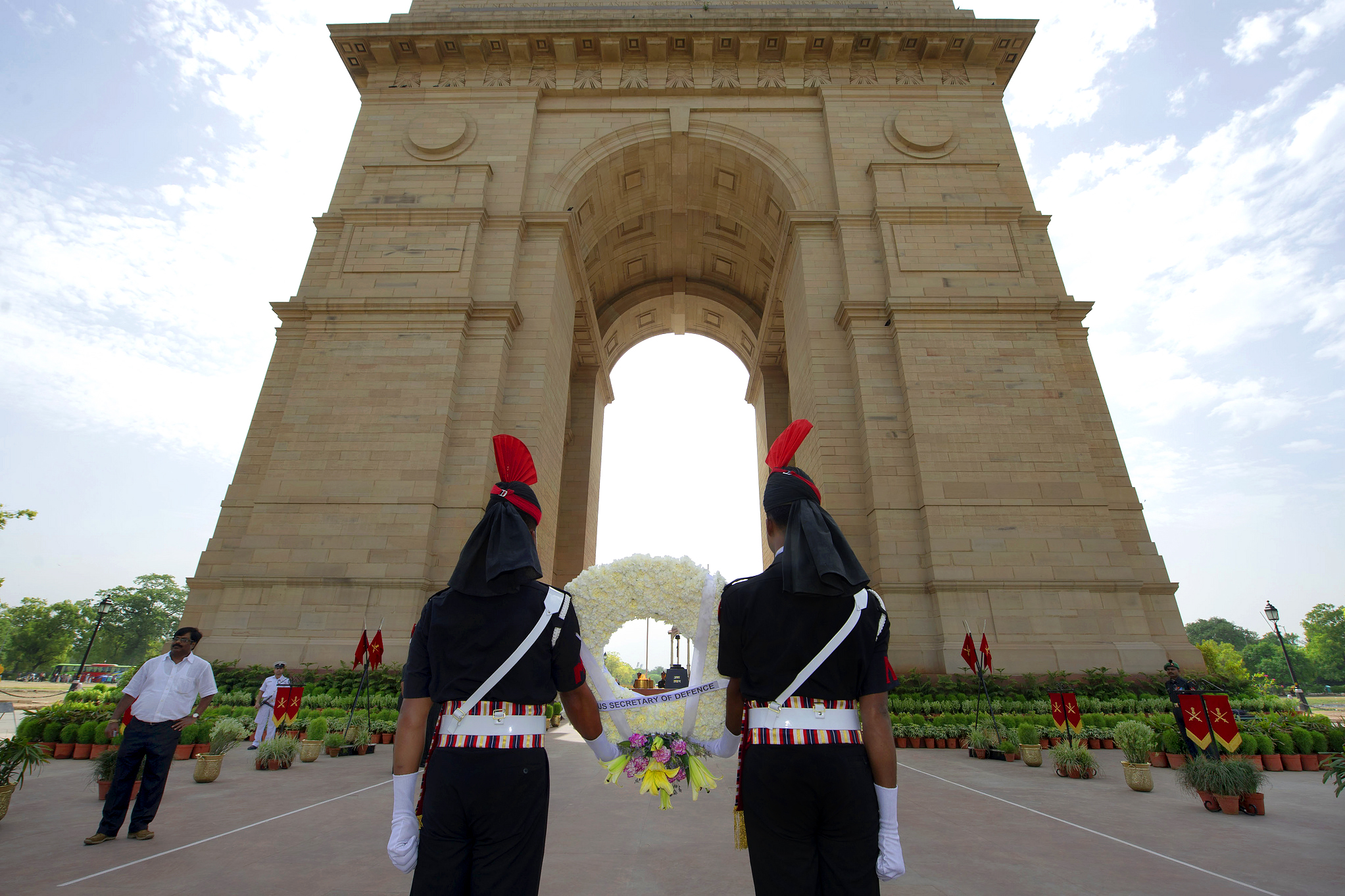
Soldati dell'esercito indiano che rendono omaggio ai caduti
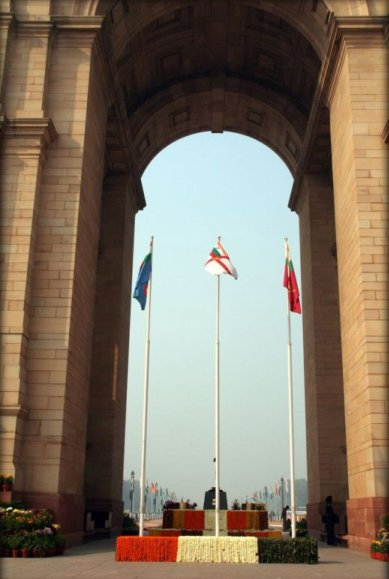
Bandiere delle tre forze armate dell'India
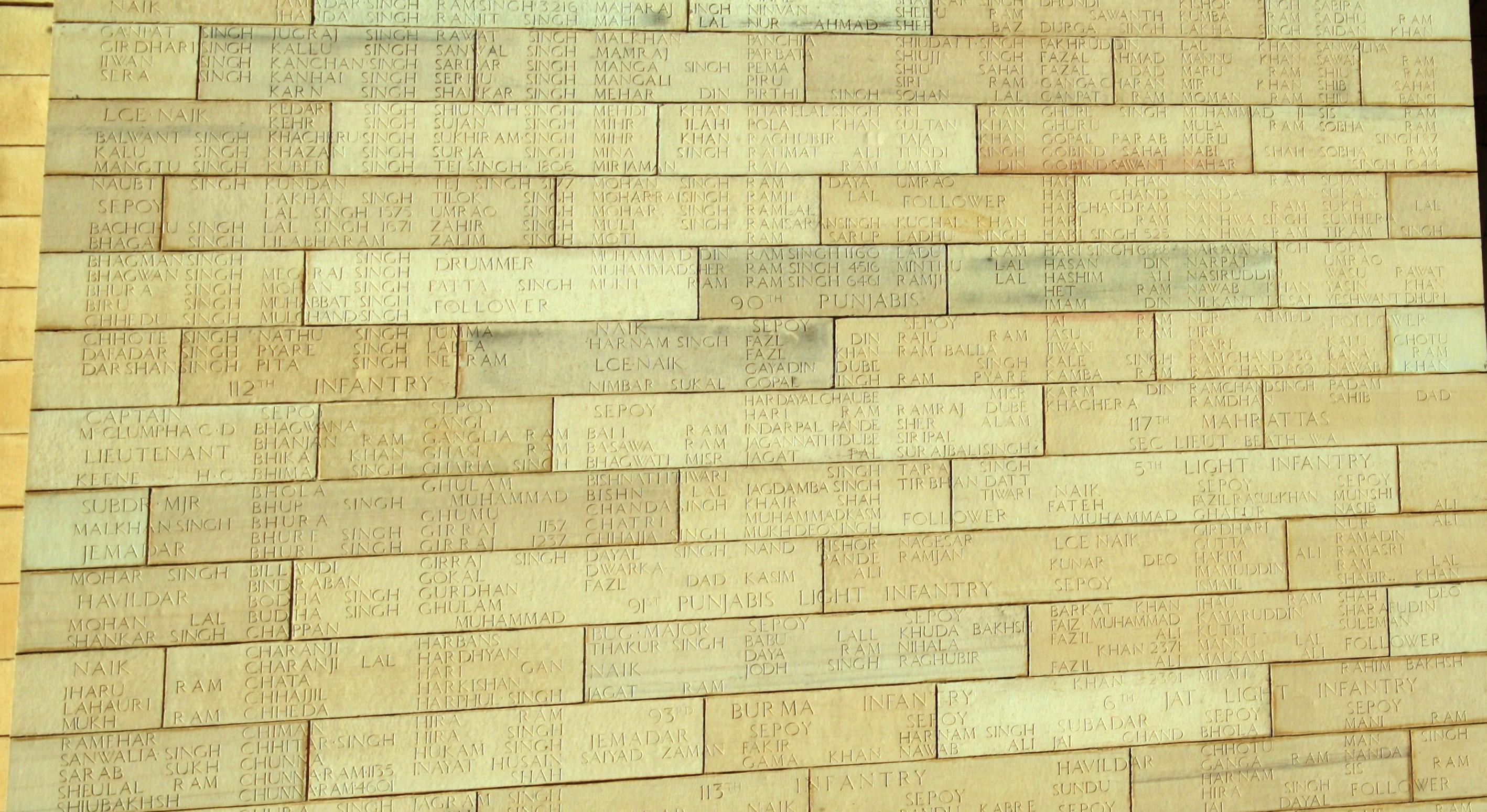
Nomi iscritti sulla Porta dell'India
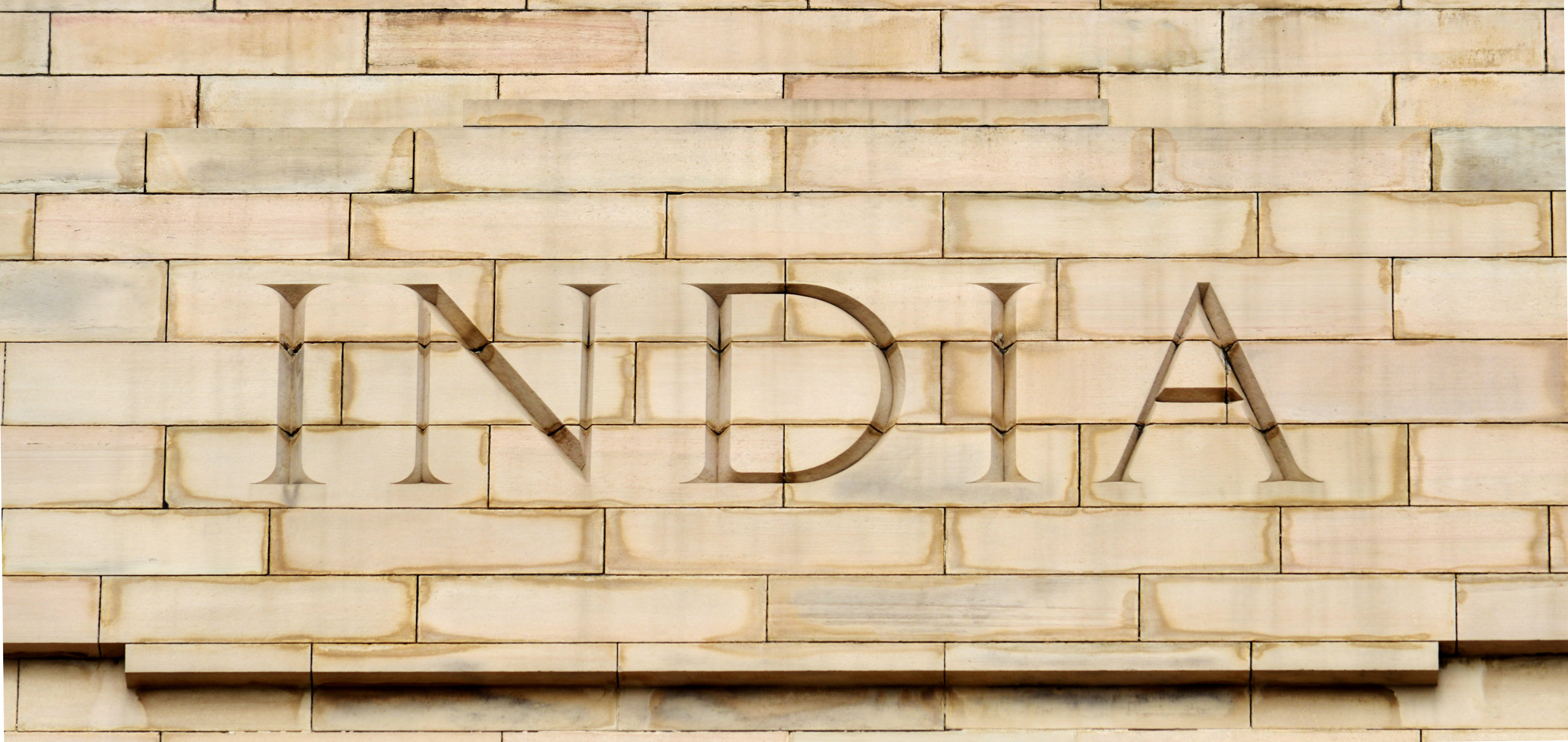
Dettaglio dell'iscrizione "India"